# 高橋涼子 (歌手)
高橋 涼子 (たかはし りょうこ、1984年9月17日 - ）は、千葉県・船橋市出身のボーカル、ピアノ弾き語りシンガーソングライター。本名同じ。NPO法人 公共の交通ラクダ(RACDA)の全国広報担当。NPO法人 ふくい路面電車とまちづくりの会(ROBA)会員。十夢奏屋・ABIRAメンバー。身長151cm、血液型B型。

## 概略

### 活動ジャンル
- ピアノ弾き語り
- アコースティック

### 来歴・人物
- 千葉県船橋市出身
- 千葉県船橋市立湊中学校卒業
- 千葉市立稲毛高等学校国際教養科卒業
- 獨協大学外国語学部英語学科卒業
- 獨協大学在学中から都内を中心にライブ活動を行う。
- 大学卒業後就職、銀座でOLをやりつつバンドなど様々に形を変えて音楽活動を続ける。
- 音楽への夢を諦め切れずOLを4年で退職、プロのアーティストになることを決意。音楽活動を本格的に開始。
- OL退職後数ヶ月苦難の日々を過ごし貯金も底を突きた頃、Miiya Cafe で浅羽由紀と同行していたT-1に出会う。
- 2011年8月、rapportに参加、T-1プロデュース開始。
- 環境が一変、翌月よりプロのシンガーソングライターとして各地を飛び回る。
- 2012年5月、かわさきFM「高橋涼子 R in Moon」放送開始。
- 2014年10月、かわさきFM「高橋涼子 R in Moon」から「高橋涼子 夢追いかけてもう一度」に番組名変更。
- 2016年9月26日、かわさきFM 「高橋涼子 夢追いかけてもう一度」放送終了。
- 2016年9月30日、rapportを 脱退。
- 2016年10月1日、独立。
- 2017年10月7日、たんなん夢レディオ 「SSW高橋涼子～ゆるポジ～」放送開始。

## 主な活動

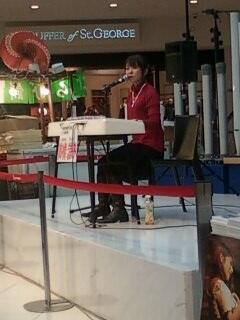
ららぽーと横浜にて、2013年

### 定期ライブ
- 船橋 グランドホテル（毎月）
- 船橋 ららぽーと Tokyo-Bay（毎月）
- 代官山 NOMAD（毎月）
- 新宿 Ruido K4（毎月）
- 大阪 Live House D'（毎月）
- 名古屋 ハートランドスタジオ（毎月）
- 福山 5￠（毎月）
- 福井 AOSSA（毎月）
- 福井 Telepathy（毎月）
- 静岡 すんぷ夢ひろば（毎月）
- 仙台 Nota Blanca（毎月）
- 藤枝音楽祭（春・秋）
- 三島Via701（毎月）
- 札幌 8JO（隔月）
- 小樽 ヴェール・ボア（隔月）
- 仙台 Nota Blanca（毎月）

### その他の主なライブ
- 大倉山記念館
- 鶴見サルビアホール
- 田沢湖 ハイランドホテル山荘（毎季）
- 田沢湖スキー場（毎季）
- 下北沢 Seed Ship
- 東新宿 真昼の月夜の太陽
- 北参道 ストロボカフェ
- 銀座 まじかな
- 神田 Second Step
- 藤枝 ひとことカフェ
- 札幌 Cafe rit
- イオン各店舗

### ラジオ
- かわさき市民放送『高橋涼子 ～夢追いかけてもう一度～』放送終了後ポッドキャストを行っている。 (2014.9まで番組名『高橋涼子 R in Moon』2016.9.26 番組終了)
- たんなん夢レディオ 『高橋涼子～ゆるポジ～』(2017.10.7 放送開始)

## ディスコグラフィー
- ありがとう
- Early Moon
- この空で
- 二人で
- Summer Love
- 夢ガム
- 過去・足跡
- 居場所
- いいんだ
- 守って下さい
- 寂しがりやの独り好き
- 路面電車走れば
- 16年10月1日
- Snows of Tones
- 好きなこと
- Dreaming in the Train
- ホン・ホン・ホンビノス♪
- チョコレート
- 幸せの音
- あびら
- 働くあなたへ
- 踊ろう歌おうこの街で
- 熱燗お湯割り
- 乗り鉄ライフ
- OFF　OFF
- I'm ready...
- 君の背番号
- Happy Birthday To Me